# (15588) 2000 GO79
2000 جي أو 79 (ويعرف أيضًا باسم (15588) 2000 جي أو 79 وفق تسمية الكوكب الصغير) (بالإنجليزية: 2000 GO79)‏ هو كويكب ضمن حزام الكويكبات؛ وترتيبه 15588 من حيث الاكتشاف.
اكتُشف هذا الجُرم الفلكي بواسطة بحث لنكولن عن الكويكبات القريبة من الأرض في 5 أبريل 2000.

## وصلات خارجية
- (15588) 2000 GO79 في قاعدة بيانات مختبر الدفع النفاث لأجرام النظام الشمسي الصغيرة

- الاكتشاف · مخطط المدار ·  العناصر المدارية · المعلمات المادية

- (15588) 2000 GO79 على موقع ويكي سكاي: DSS2, SDSS, GALEX, IRAS, Hydrogen α, X-Ray, Astrophoto, Sky Map, Articles and images